# برايان كير
برايان كير هو سياسي كندي، ولد في 1945. حزبياً، نشط في BC United ‏.